# Bice Lazzari
Bice Lazzari (Venezia, 15 novembre 1900 – Roma, 13 novembre 1981) è stata una pittrice italiana.

## Biografia

### Anni veneziani 1900-1935
Beatrice (Bice) nacque da Lorenzo (Luciano) Lazzari e Francesca Rinaldo. Era la seconda di tre sorelle la più giovane delle quali, Onorina (Nini), sposerà Carlo Scarpa. La sua formazione si svolse a Venezia, prima al Conservatorio Benedetto Marcello e poi all'Accademia di Belle Arti. Qui ebbe come docente lo zio Vincenzo Rinaldo.
Il suo lavoro si rivolse inizialmente alla pittura figurativa. La prima esposizione fu nel 1924 alla collettiva dell'Opera Bevilacqua-La Masa, nel 1928 tenne la prima personale alla Galleria Botteghe d'Arte di Venezia e, l'anno successivo, un'altra venne allestita alla Galleria San Moisè.
Nell'ambiente artistico veneziano degli anni '30, animato dal Circolo Artistico di Palazzo dei Piombi e dal Caffè sulla riva delle Zattere, frequentava Carlo Scarpa, Mario Deluigi e Virgilio Guidi ed iniziò un percorso d'avanguardia e di ricerca razionalista. Se come pittrice cercava la sua affermazione attraverso il ritratto e il paesaggio dal vero, nelle arti applicate l'artista compì un taglio netto con la tradizione figurativa, scegliendo il disegno astratto e le composizioni geometriche come linguaggio espressivo.

### Estratto dall'Autobiografia
Guardare indietro nella mia vita è come dipanare un gomitolo imbrogliato dove la difficoltà è quella di trovare il capo. Il filo comincia dai tasti bianchi del pianoforte, che mi condussero a 9 anni al Conservatorio Benedetto Marcello in quel di Venezia. Per mancanza di posto nel corso di pianoforte, dovetti accettare quello di violino. Dopo un po' di tempo mi accorsi che la disciplina non era adatta al mio temperamento e dopo tre anni lasciai il Benedetto Marcello. Continuai in privato ancora per un anno lo studio del pianoforte con il violinista Ferro. Dovetti smettere per lo stato precario della mia salute, tanto che fui costretta a lasciare tutti gli studi e così abbandonai per sempre il pianoforte. Dopo una ripresa faticosa presi la strada dell'Accademia di Belle Arti, dove da privatista presi la Licenza dei Comuni. Poi nel periodo di guerra mi trasferii con i genitori a Firenze e feci il secondo anno degli Speciali. Al ritorno a Venezia nel 1918 frequentai l'ultimo anno e mi diplomai con il Maestro Augusto Sezanne. Troppo giovane ed inesperta non capii subito che la scuola mi aveva dato ben poco. Feci l'esperienza dell'insegnamento per tre anni, ma questa non era la mia strada. Ero nata libera. Mi misi a dipingere per conto mio anche se agganciata al vecchio sistema accademico, non avendo trovato ancora la mia giusta strada. Iniziai un'attività che mi dava la possibilità di continuare a dipingere senza dipendere dalla mia famiglia e feci disegni di stoffe e merletti commissionati dall'ENAPI di Venezia. Vinsi il mio primo concorso per stoffe a Venezia (circa alla fine degli anni Dieci) mentre la prima segnalazione per un'opera pittorica la ebbi a Milano nella Mostra Sindacale (circa nella metà degli anni Venti). Ritornando a Venezia alla fine del 1918 ritrovai la mia città inspiegabilmente povera in rapporto a Firenze. Poi un po' alla volta la riscoprii meravigliosa sotto qualsiasi punto di vista: essa riuscì a rivelare a me stessa la sua grande importanza e fu per me nutrimento poetico giornaliero, da qui in contrasto con la pittura accademica vennero i primi tentativi di pittura astratta. Il Futurismo non mi sedusse. Questo dualismo pittorico, cioè figurativo-impressionista e astratto-geometrico, durò parecchi anni, circa fino al 1928-1930. Nel 1928 affrontai con maggiore decisione la vita sul piano pratico e, piuttosto che girare con il quadro sotto braccio, presi un telaio e mio misi a fare arte applicata (stoffe, sciarpe, borse, cinture, tappeti annodati a mano, ecc.) per vivere nel clima tanto adorato, cioè la libertà. Conobbi tutte le esperienze artigianali, partecipando alle Triennali di Monza e Milano, vincendo le solite medaglie d'oro sulla carta. Nel 1932 su commissione della Società di Nei Pasinetti feci tutte le stoffe d'arredamento per la casa dei Longo al Lido di Venezia, non essendoci, in quel tempo, stoffe moderne sul mercato; più avanti (nel 1935) lo stesso Nei Pasinetti mi propose un lavoro a Roma che accettai con entusiasmo, principalmente per trovare in quella città delle maggiori possibilità e un più ampio spazio. Lavorai per quella Società per circa sei mesi, poi la lasciai e mi misi a lavorare per mio conto. Lavorai molto per l'ENAPI, nello studio che mi ero presa a via San Nicolò da Tolentino. Per mezzo dell'ENAPI trovai un'occupazione in una Società che operava nei cartoni animati (in quel tempo lavorai a "Pinocchio") ma fu un'esperienza negativa perché non adatta a me. Conobbi degli architetti e cominciai un lavoro di decorazione murale che fu la mia prima esperienza in quel campo. Continuai a lavorare per quello studio di architettura e per l'ENAPI (feci pitture murali in tutte le Mostre di quel tempo, ultima fu la prima Mostra d'Oltremare e Napoli). In quegli anni per me di conquista, feci oltre alle decorazioni murali molte altre esperienze (vetri incisi, legni scolpiti e vetri dipinti), tutto questo per la mia indipendenza, ma purtroppo molto poco per quella che io chiamavo Arte con la A maiuscola …

### Anni romani 1935-1981
Nel 1935 si trasferì a Roma dove, in occasione delle grandi mostre, espose pitture murali e pannelli decorativi, collaborando con l'architetto Ernesto Lapadula. Nel 1941 si sposò con l'architetto veneziano Diego Rosa.
Dopo la seconda guerra mondiale, se si eccettua la collaborazione con l'architetto Attilio Lapadula in occasione di alcuni arredamenti, si dedicò esclusivamente alla pittura e ottenne numerosi riconoscimenti per la sua ostinata e silenziosa indagine. La sua era una ricerca autonoma anche se le vibrazioni e le modulazioni delle linee e dei colori sulla tela la avvicinavano a Vasilij Vasil'evič Kandinskij. Negli anni cinquanta aderì alla corrente dell'Informale, partecipò alla Biennale di Venezia e più volte alla Quadriennale romana, ottenendo vari premi, mentre era presente con esposizioni personali in numerose gallerie romane e veneziane. Dalla fine degli anni '50 al 1963 continuò la ricerca informale e abbandonò nel frattempo i colori ad olio per approfondire l'applicazione di altri materiali come colle, sabbie, tempere e, più tardi, acrilici. Nel 1964 l'artista ripartì da zero, rinunciando alla materia e al colore per esprimersi con i mezzi più semplici: spesso linee tracciate con la grafite su fondo monocromo. La serie di acrilici eseguita alla fine degli anni '60 e '70 testimonia l'ultima fase di un percorso di straordinario lirismo e modernità, che consolida la sua posizione di protagonista dell'arte italiana.

## Pubblicazioni
- Bice Lazzari, Una pittrice giudica l'architettura, in “Architettura. Cronache e storia”, 54,  anno V n. 12, aprile 1960

## Archivio
L'Archivio Bice Lazzari, dove sono conservati una parte importante delle opere, gli scritti, le poesie ed il catalogo di tutta la sua attività, ha sede a Roma. Nel 1999 la Soprintendenza Archivistica per il Lazio lo ha dichiarato di notevole interesse storico e sottoposto a vincolo di tutela.

## Tomba
La pittrice Bice Lazzari ha scelto di essere sepolta a Quero nel monumento funebre delle famiglie Rinaldo e Lazzari, che erano solite trascorrere le vacanze nella località feltrina. Il monumento, visibile nel Cimitero Comunale di Quero, fu progettato dal cognato della Lazzari, l'architetto Carlo Scarpa, mentre la targa venne realizzata dal nipote Bruno Filippo Lapadula.

## Riconoscimenti
L'Amministrazione di Quero Vas (Belluno) ha intitolato il Centro Culturale comunale nel 2019 a Bice Lazzari.

## Bice Lazzari nei musei
- Fondazione Biscozzi Rimbaud, Lecce
- Galleria internazionale d'arte moderna - (Ca’ Pesaro), Venezia
- Peggy Guggenheim Collection, Venezia